# Peepshow
 Denne artikel bør gennemlæses af en person med fagkendskab for at sikre den faglige korrekthed.

Peepshow er en speciel slags teater med optræden af en skuespillerinde, eller skuespiller, som stiller sig nøgen til skue i vekslende, seksuelt udfordrende stillinger.
For hver tilskuer er der en separat kabine, hvorfra man gennem et lille vindue kan iagttage forestillingen. Vinduet er blændet, men afdækkes når en mønt indkastes, der giver ret til at kigge en vis tid.
Da tilskueren selv ikke kan ses af andre, kan denne, om denne vil, masturbere mens denne betragter showet.